# برد ابوت

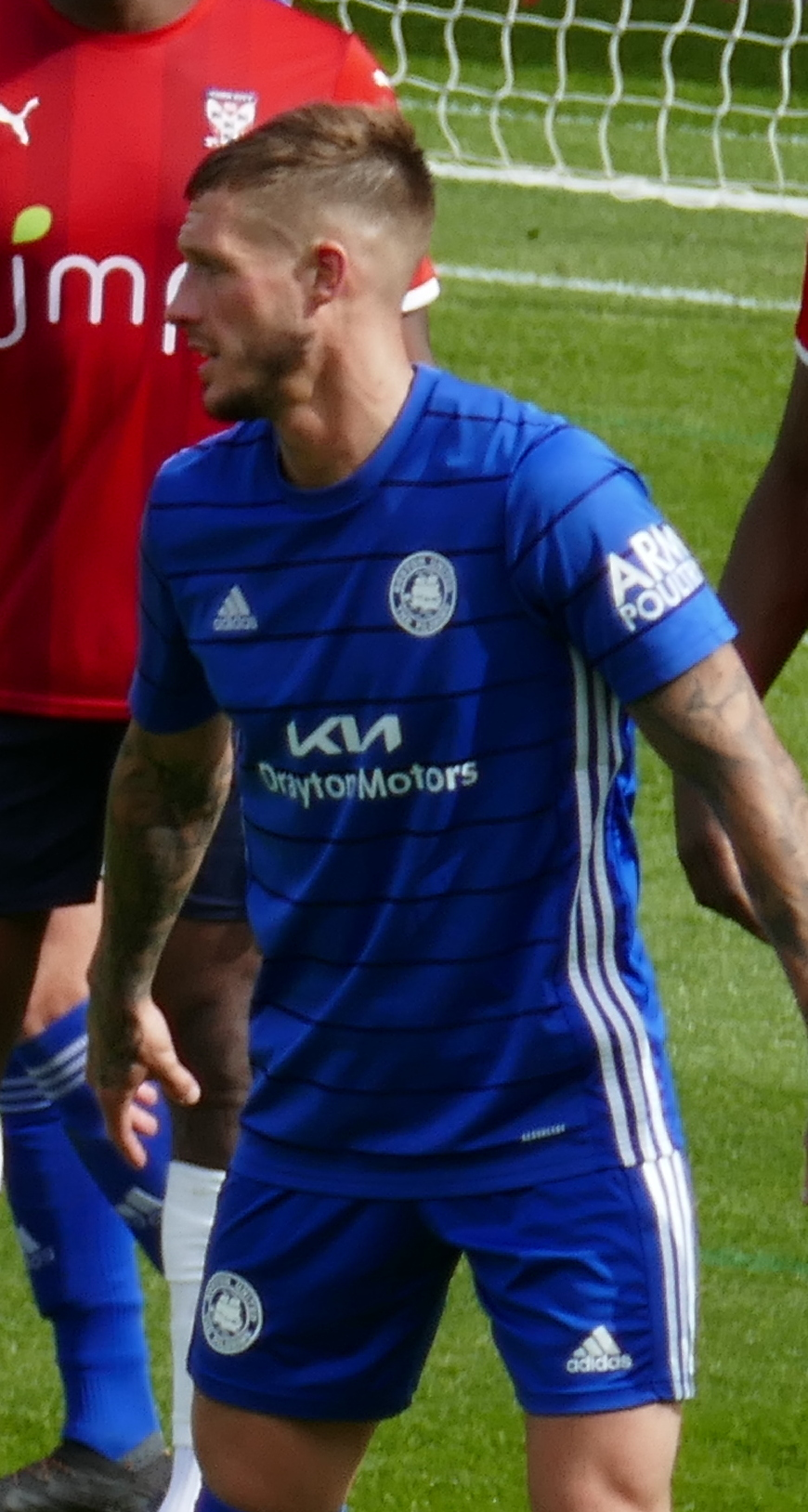
برد ابوت - ۲۰۲۲

برد ابوت (انگلیسی: Brad Abbott) یک بازیکن فوتبال اهل انگلستان است.